# Jonthonota mexicana
Jonthonota mexicana är en skalbaggsart som först beskrevs av Champion 1894.  Jonthonota mexicana ingår i släktet Jonthonota och familjen bladbaggar. Inga underarter finns listade i Catalogue of Life.